# K-1 World MAX Final
Le K-1 World MAX World championship en raccourci K-1 World MAX, MAX pour Middleweight Artistic Xtreme, est un des tournois de kick boxing japonais promu par la société K-1 Organisation.
Il met en jeu les vainqueurs les huit meilleurs combattants de différents pays issus des 8e de finale. Les trois derniers tours s’effectuent lors d’un tournoi en éliminatoire direct.
Créé en 2002, il se déroule selon le même fonctionnement que le K-1 World Grand Prix mais ne concerne que les combattants de la catégorie des super mi-moyens (super welters c’est-à-dire de moins de 70 kg/154 lbs).

## Champions et finalistes depuis 2002
| Année | Champion          | Finaliste         | Lieu                            | Affluence | Tableau des rencontres |
| ----- | ----------------- | ----------------- | ------------------------------- | --------- | ---------------------- |
| 2002  | Albert Kraus      | Kaolan Kaovichit  | Nihon Budo Kan, Tokyo           | ?         | K-1 MAX 2002           |
| 2003  | Masato            | Albert Kraus      | Saitama Super Arena, Tokyo      | 15 600    | K-1 MAX 2003           |
| 2004  | Buakaw Por.Pramuk | Masato            | Yoyogi Olympic Gymnasium, Tokyo | 14 819    | K-1 MAX 2004           |
| 2005  | Andy Souwer       | Buakaw Por.Pramuk | Yokohama Arena, Yokohama        | 17 720    | K-1 MAX 2005           |
| 2006  | Buakaw Por.Pramuk | Andy Souwer       | Yokohama Arena, Yokohama        | 16 918    | K-1 MAX 2006           |
| 2007  | Andy Souwer       | Masato            | Nippon Budokan, Tokyo           | 14 231    | K-1 MAX 2007           |
| 2008  | Masato            | Artur Kyshenko    | Nippon Budokan, Tokyo           | 15 231    | K-1 MAX 2008           |
| 2009  | Giorgio Petrosyan | Andy Souwer       | Yokohama Arena, Yokohama        | 11 234    | K-1 MAX 2009           |
| 2010  | Giorgio Petrosyan | Yoshihiro Sato    | Ryōgoku Kokugikan, Tokyo        | 9 189     | K-1 MAX 2010           |
| 2012  | Murthel Groenhart | Artur Kyshenko    | Olympic Indoor Hall, Athènes    | ?         | K-1 MAX 2012           |